# Йоахім Фріче
Йоахім Фріче (нім. Joachim Fritsche, нар. 28 жовтня 1951, Деліч) — східнонімецький футболіст, що грав на позиції захисника.
Виступав, зокрема, за клуб «Локомотив» (Лейпциг), а також національну збірну НДР.

## Клубна кар'єра

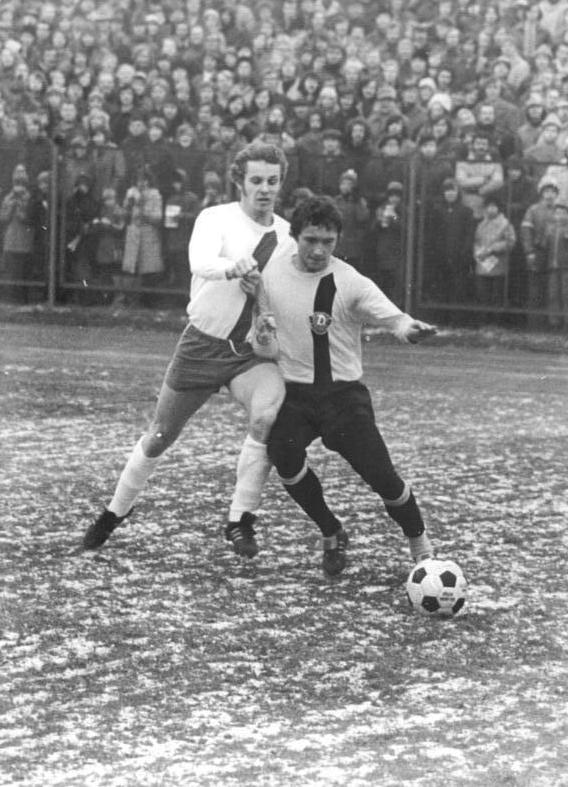
Йоахім Фріче (ліворуч) в матчі чемпіонату НДР проти Герда Вебера з «Динамо» (Дрезден). 1975 рік.

Футболом Фріче почав займатись в академії клубу «Трактор» з рідного міста Деліч, де розпочав тренування в 1962 році. У 1968 році він перебрався до школи «Локомотива» (Лейпциг) та дебютував за основну команду у 1970 році у першій лізі НДР. Фріче замінив у основі Міхаеля Фабера і швидко став основним захисником «залізничників». За дванадцять сезонів у команді він зіграв у 245 іграх Оберліги і забив 24 голи. Крім того Йоахім провів 20 ігор у єврокубкових змаганнях і забив ще 3 голи. Він чотири рази був у з командою у фіналі Кубка НДР, при цьому двічі, у 1976 та 1981 роках, вигравав трофей.
У сезоні 1981/82 Фріче втратив місце в основі, після чого перейшов до клубу другого дивізіону країни «Хемі» (Белен), за який виступав протягом 1982—1985 років і у першому ж сезоні допоміг команди вийти до Оберліги. Усього він зіграв 276 матчів вищого дивізіону країни, а також у двох іграх на вибування та забив 29 голів.
Свою ігрову кар'єру він закінчив у клубі другого дивізіону «Маркклеберг», де грав з зими 1984/85 по квітень 1989 року.

## Виступи за збірну
26 вересня 1973 року дебютував в офіційних іграх у складі національної збірної НДР у відбірковому матчі до чемпіонату світу 1974 року проти збірної Румунії, що завершився перемогою східних німців з рахунком 2:0.
У складі збірної був учасником єдиного для своєї країни чемпіонату світу 1974 року у ФРН, проте на поле на ньому не виходив.
Свій останній виступ за збірну Фріче провів у товариському матчі проти збірної Аргентини 12 липня 1977 року, той матч завершився поразкою східних німців з рахунком 0:2. Загалом протягом кар'єри у національній команді, яка тривала 5 років, провів у її формі 14 матчів.

## Досягнення

### Командні
- Чемпіон Європи (U-18): 1970

«Локомотив» (Лейпциг)
- Бронзовий призер чемпіонату НДР: 1982
- Володар Кубка НДР (2): 1976, 1981
- Фіналіст Кубка НДР (2): 1973, 1977